# Stiphodon birdsong
Stiphodon birdsong es una especie de pez de la familia de los Gobiidae en el orden de los Perciformes.

## Morfología
Los machos pueden llegar a alcanzar los 2,3 cm de longitud total.

## Distribución geográfica
Se encuentran en Indonesia y Papúa Nueva Guinea.

## Observaciones
Es inofensivo para los humanos.